# Свети Криж (Будиншчина)
Свети Криж (хрв. Sveti Križ) је насељено место у општини Будиншчина, Крапинско-загорска жупанија, Хрватска.

## Историја
До територијалне реорганизације у Хрватској био је у саставу старе општине Златар-Бистрица.

## Становништво
У попису становништва из 2011. године, Свети Криж је имао 128 становника.
| Број становника према пописима | Број становника према пописима | Број становника према пописима | Број становника према пописима | Број становника према пописима | Број становника према пописима | Број становника према пописима | Број становника према пописима | Број становника према пописима | Број становника према пописима | Број становника према пописима | Број становника према пописима | Број становника према пописима | Број становника према пописима | Број становника према пописима | Број становника према пописима |
| ------------------------------ | ------------------------------ | ------------------------------ | ------------------------------ | ------------------------------ | ------------------------------ | ------------------------------ | ------------------------------ | ------------------------------ | ------------------------------ | ------------------------------ | ------------------------------ | ------------------------------ | ------------------------------ | ------------------------------ | ------------------------------ |
| 1857                           | 1869                           | 1880                           | 1890                           | 1900                           | 1910                           | 1921                           | 1931                           | 1948                           | 1953                           | 1961                           | 1971                           | 1981                           | 1991                           | 2001                           | 2011                           |
| 179                            | 204                            | 247                            | 256                            | 262                            | 322                            | 359                            | 405                            | 475                            | 385                            | 325                            | 254                            | 229                            | 184                            | 159                            | 128                            |

Напомена: Од 1910. до 1961. исказивано под именом Свети Криж Будиншћински, а 1971. и 1981. под именом Криж Будиншћински.